# Isak Fellman

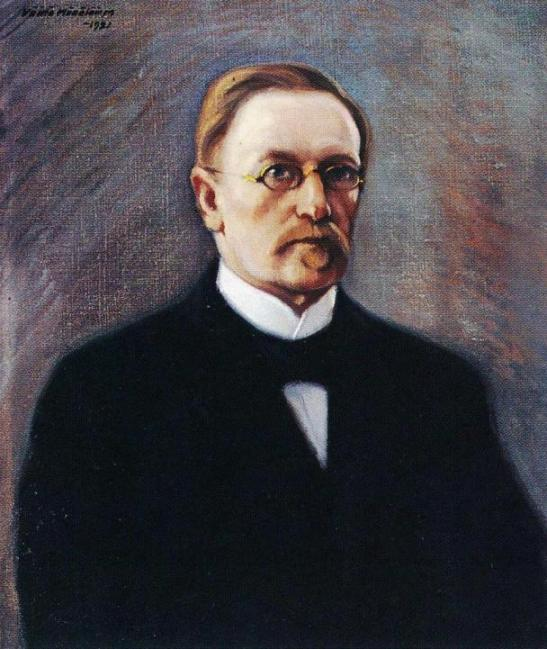

Nils Isak Fellman, född 10 september 1841 i Lappajärvi, död 28 oktober 1919 i Helsingfors, var en finländsk jurist, botaniker och historiker. Han var son till Jakob Fellman och bror till August Fellman.
Fellman blev filosofie kandidat 1862, gjorde som stipendiat forskningsfärder till ryska Lappmarken 1861 och 1863 samt utgav några botaniska skrifter. Han blev juris utriusque kandidat 1871, direktör i Statskontoret 1883 och ledamot av senatens justitiedepartement 1887. Han tillhörde Finska partiet. Han var president i Vasa hovrätt 1900–1902. Han lämnade därefter ämbetsmannabanan och ägnade sig sedan åt forskningar i Lapplands hävder. Förutom faderns Anteckningar utgav han Handlingar och uppsatser angående finska Lappmarken och lapparna (fyra band, 1910–1915), en viktig källa till kännedomen om förhållandena i Kemi och Torne lappmarker i äldre tider.
År 1910 utnämndes han till hedersledamot av Finska Vetenskapsakademien.